# Patrick Konchellah
Patrick Konchellah (ur. 20 kwietnia 1968, zm. 29 listopada 2009 w Bomet) – kenijski lekkoatleta, średniodystansowiec.
Jego starszy brat – Billy dwukrotnie zdobył złoty medal mistrzostw świata.

## Osiągnięcia
- złoto igrzysk wspólnoty narodów (bieg na 800 m, Victoria 1994)
- 4. miejsce podczas mistrzostw świata (bieg na 800 m, Sewilla 1997)

## Rekordy życiowe
- bieg na 800 m – 1:42,98 (1997)
- bieg na 1000 m – 2:14,73 (2000)